# Box-office Italie 2019-2020
Cet article traite du box-office de 2019-2020 en Italie.
Le palmarès a été affecté par la Pandémie de Covid-19 en Italie et notamment les confinements à partir de mars 2020.

## Palmarès selon les recettes
| Rang | Titre                          | Pays                                                                | Réalisateur              | Recettes Italie (€) | Entrées Italie |
| ---- | ------------------------------ | ------------------------------------------------------------------- | ------------------------ | ------------------- | -------------- |
| 1    | Le Roi lion                    | Drapeau des États-Unis                                              | Jon Favreau              | 56 966 293          |                |
| 2    | Tolo Tolo                      | Drapeau de l'Italie                                                 | Checco Zalone            | 46 207 115          | 6 666 244      |
| 3    | Joker                          | Drapeau des États-Unis                                              | Todd Phillips            | 29 659 433          | 4 216 997      |
| 4    | La Reine des neiges 2          | Drapeau des États-Unis                                              | Chris Buck, Jennifer Lee | 19 065 876          | 2 952 431      |
| 5    | Il primo Natale (it)           | Drapeau de l'Italie                                                 | Ficarra e Picone         | 15 350 706          | 2 339 284      |
| 6    | Pinocchio                      | Drapeau de l'Italie · Drapeau de la France · Drapeau du Royaume-Uni | Matteo Garrone           | 15 006 258          | 2 257 974      |
| 7    | Maléfique : Le Pouvoir du mal  | Drapeau des États-Unis                                              | Joachim Rønning          | 14 068 031          | 1 874 276      |
| 8    | L'Ascension de Skywalker       | Drapeau des États-Unis                                              | J. J. Abrams             | 13 246 663          | 1 776 376      |
| 9    | Jumanji: Next Level            | Drapeau des États-Unis                                              | Jake Kasdan              | 12 381 322          | 1 748 276      |
| 10   | Once Upon a Time… in Hollywood | Drapeau des États-Unis                                              | Quentin Tarantino        | 11 999 260          | 1 725 037      |

## Palmarès des films italiens selon les recettes
| Rang | Titre                                                 | Pays                                                                | Réalisateur               | Recettes Italie (€) | Entrées Italie |
| ---- | ----------------------------------------------------- | ------------------------------------------------------------------- | ------------------------- | ------------------- | -------------- |
| 1    | Tolo Tolo                                             | Drapeau de l'Italie                                                 | Checco Zalone             | 46 207 115          | 6 666 244      |
| 2    | Il primo Natale (it)                                  | Drapeau de l'Italie                                                 | Ficarra e Picone          | 15 350 706          | 2 339 284      |
| 3    | Pinocchio                                             | Drapeau de l'Italie · Drapeau de la France · Drapeau du Royaume-Uni | Matteo Garrone            | 15 006 258          | 2 257 974      |
| 4    | Me contro Te - Il film: La vendetta del Signor S (it) | Drapeau de l'Italie                                                 | Gianluca Leuzzi           | 9 586 344           | 1 548 001      |
| 5    | Pour toujours                                         | Drapeau de l'Italie                                                 | Ferzan Özpetek            | 8 280 437           | 1 138 910      |
| 6    | Odio l'estate (it)                                    | Drapeau de l'Italie                                                 | Aldo, Giovanni et Giacomo | 7 518 822           | 1 138 644      |
| 7    | L'Immortel                                            | Drapeau de l'Italie                                                 | Marco D'Amore             | 6 769 642           |                |
| 8    | Il giorno più bello del mondo (it)                    | Drapeau de l'Italie                                                 | Alessandro Siani          | 6 419 576           | 1 007 910      |
| 9    | Hammamet                                              | Drapeau de l'Italie                                                 | Gianni Amelio             | 5 780 755           |                |
| 10   | Nos plus belles années                                | Drapeau de l'Italie                                                 | Gabriele Muccino          | 5 656 302           | 908 208        |